# Rhipidomys wetzeli
Rhipidomys wetzeli là một loài động vật có vú trong họ Cricetidae, bộ Gặm nhấm. Loài này được Gardner mô tả năm 1989.